# Гринвил (Џорџија)
Гринвил (Џорџија) (енгл. Greenville) град је у америчкој савезној држави Џорџија. По попису становништва из 2010. у њему је живело 876 становника.

## Демографија
Према попису становништва из 2010. у граду је живело 876 становника, што је 70 (7,4%) становника мање него 2000. године.
| Група             | 2000.       | 2010.       |
| Белци             | 250 (26,4%) | 201 (22,9%) |
| Афроамериканци    | 692 (73,2%) | 641 (73,2%) |
| Азијати           | 0 (0,0%)    | 11 (1,3%)   |
| Хиспаноамериканци | 3 (0,3%)    | 4 (0,5%)    |
| Укупно            | 946         | 876         |